# Сан Антонио Спърс
Сан Антонио Спърс е професионален баскетболен отбор от Сан Антонио. Състезава се в НБА в Югозападната дивизия на Западната Конференция. Името на отбора означава „шпори“.

## История
Основани са през 1967 година, под името Далас Чапаралс, след девет години се местят в Сан Антонио. Печелили са титлата пет пъти – през 1999, 2003, 2005, 2007 и 2014 година, и губят веднъж – през 2013.

## Успехи
- Шампиони на Югозападната дивизия – 22 пъти (1978, 1979, 1981, 1982, 1983, 1990, 1991, 1995, 1996, 1999, 2001, 2002, 2003, 2005, 2006, 2009, 2011, 2012, 2013, 2014, 2016, 2017)
- Шампиони на Западната Конференция – 6 пъти (1999, 2003, 2005, 2007, 2013, 2014)
- Шампиони на НБА – 5 пъти (1999, 2003, 2005, 2007, 2014)